# Oland

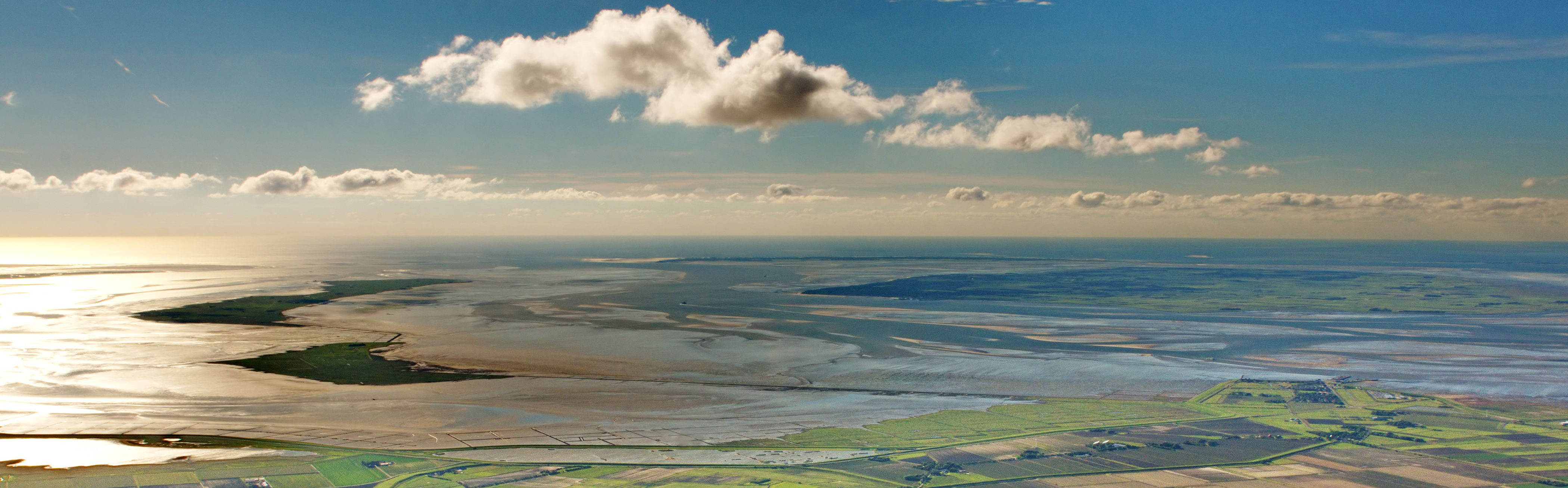
Links Oland, dahinter Langeneß; rechts Dagebüll, Föhr und Amrum

Oland (nordfriesisch Ualöön, dänisch Øland) ist eine Hallig im nordfriesischen Wattenmeer in der Nordsee. Oland gehört zur Gemeinde Langeneß und damit zur Verwaltungsgemeinschaft Amt Pellworm. Bis 1941 war Oland eine selbstständige Gemeinde.

## Geographie

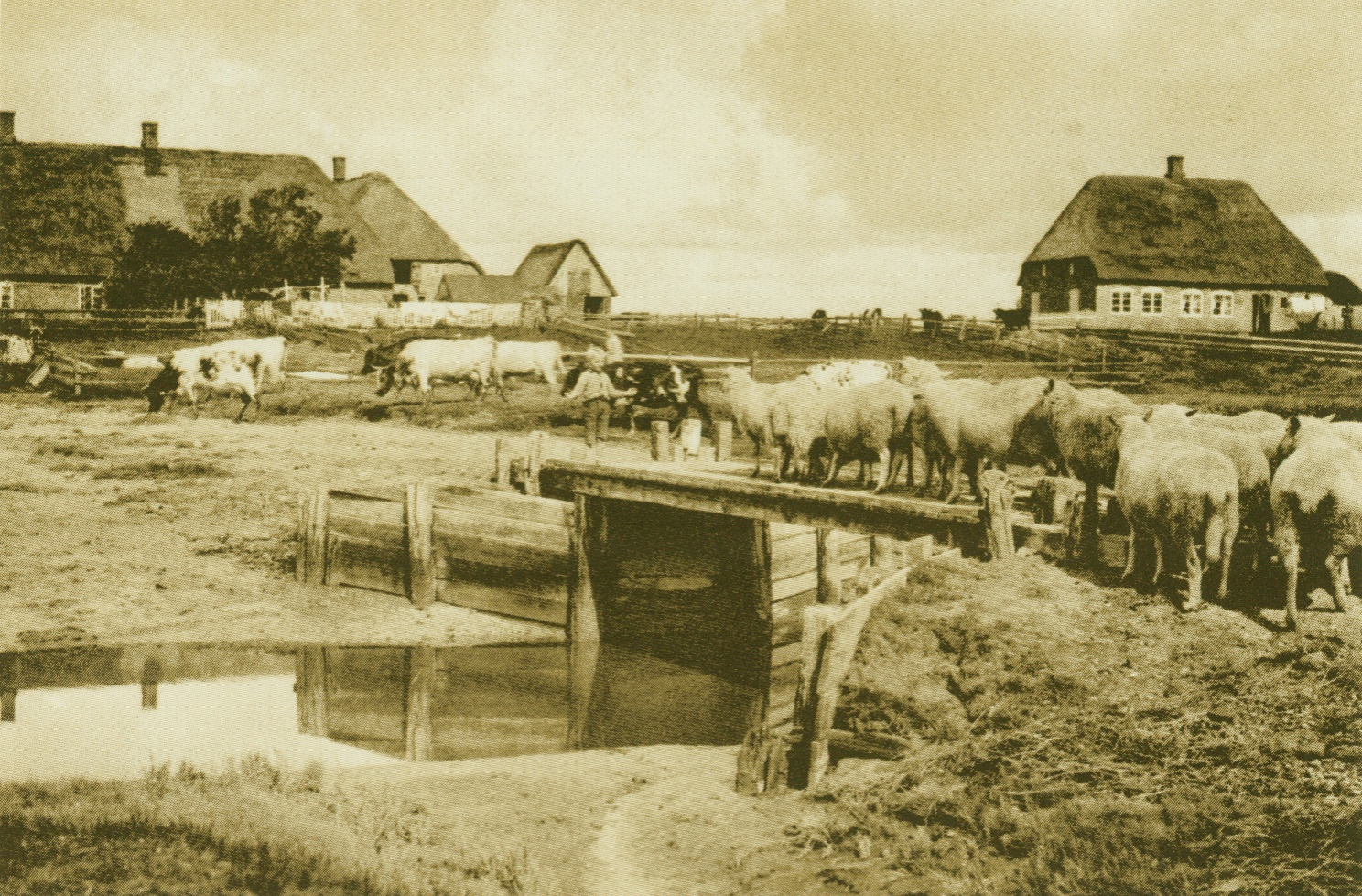
Oland im Jahr 1895

Oland ist 2,9 Kilometer lang und 500 bis 980 Meter breit. Die Fläche beträgt 2,01 km². Rund 20 Einwohner wohnen in 17 Häusern auf einer einzigen Warft, der Olandwarft. Oland hat eine ehemalige Schule (jetzt das „Olädchen“), eine Kirche, ein Gasthaus, ein Gemeindehaus mit Bücherei und den Leuchtturm Oland – dieses Leuchtfeuer ist das einzige reetgedeckte Leuchtfeuer Deutschlands. Im Zentrum der Hallig befindet sich ein historischer Fething (Viehtränke).

## Geschichte
Das Gebiet der heutigen Hallig gehörte im Mittelalter zu den friesisch besiedelten Uthlanden. Oland wurde schon um 1231 in König Waldemars Erdbuch als Insel geführt. Verwaltungstechnisch gehörte es zum alten Nordstrand. Mit der Zweiten Marcellusflut (Grote Mandrenke) 1362 wurde Oland zur Hallig, das Kirchspiel blieb bestehen. Bei der Allerheiligenflut 1436 starben 23 Menschen auf Oland.
Olands Bedeutung im 17. Jahrhundert belegt die Existenz eines vollen Seegerichts, das von acht Schiffern gebildet wurde und als Appellationsinstanz für die mit der Schifffahrt zusammenhängenden Rechtsangelegenheiten diente. Ein 1661 verfasster Freiheitsbrief des englischen Königs Karl II., in dem er den Oländern ungehinderte Handelsschifffahrt zusicherte, belegt die damalige Bedeutung der kleinen Hallig.
1634 zerstörte die Burchardiflut die Verbindung zur südwestlich gelegenen Hallig Langeneß; auf Oland starben 4 Menschen. Auch die Weihnachtsflut 1717 und die Februarflut 1825 verliefen verheerend. Im Jahr 1717 stand das Wasser zwei Fuß höher als 1634. Alle Häuser wurden mehr oder weniger beschädigt und auch die Mühle wurde zerstört. Um 1800 gab es auf Oland noch drei Warften. 1825 gingen von den 36 Wohnungen 33 unter, es gab zwei Tote auf Oland. In der Folge siedelten viele Halligbewohner nach Föhr über. 1850 gab es nur noch zwei Warften: Warft und die Pipe; die Pipe wurde um 1862 zerstört. Die fortschreitenden Landverluste an der Westseite wurden 1896 mit der Befestigung durch eine Steinkante gestoppt.
Die Lebensmöglichkeiten auf Hallig Oland waren von jeher begrenzt. Nur ein Sohn konnte die vorhandene Bauernstelle übernehmen. Neuansiedlungen gab es nicht. Daraus ergaben sich zwei Möglichkeiten für die jungen Männer: Entweder man fuhr zur See oder wanderte aufs Festland aus, um hier eine Existenz aufzubauen. Die Mädchen suchten ihr Auskommen ebenfalls zumeist auf dem Festland und heirateten dort; dies ist in zahlreichen Familienchroniken dokumentiert.
1860 wurde Oland durch einen Damm zum ersten Mal mit dem Festland verbunden; die Strecke führte bis nach Fahretoft zur Lütt-Jens-Warft. Das Bauwerk wurde durch Sturmfluten und Eisgang in den darauffolgenden Wintern wiederholt zerstört. Erst der von 1925 bis 1927 gebaute Lorendamm nach Dagebüll hat bis heute Bestand.
Bis zum Deutsch-Dänischen Krieg 1864 gehörte die Hallig zum dänischen Herzogtum Schleswig, anschließend kam es zur neuen preußischen Provinz Schleswig-Holstein. 1941 wurde die bis dahin selbstständige Gemeinde Oland mit den beiden Gemeinden von Langeneß (Nordmarsch und der seinerzeitigen Gemeinde Langeneß) zur neuen Gemeinde Langeneß zusammengelegt.
Auf Grund des Dammbaus konnten im Osten der Hallig (der dem Festland zugewandten Seite) Landzuwächse erzielt werden, die den bis zur Befestigung der Westseite der Hallig durch Sturmfluten ständig stattfindenden Landverlust wieder ausglichen.
Strom erhielt die Hallig 1954. Das Hochwasser von 1962 verursachte massive Schäden an Häusern und der Warft auf Oland; es forderte keine Menschenleben. In der Folge wurde in jedes Haus ein hochwassersicherer Schutzraum eingebaut. 1963 erhielt Oland eine Wasserleitung vom Festland. Die Oländer Warft wurde 1967/68 auf 5,25 m über NN erhöht. Die Zweite Januarflut 1976 traf Oland schwer. In den niedrig stehenden Häusern erreichte das Wasser Fensterbankhöhe; alle Insulaner überlebten, zwei Kälber starben. Die Sturmflut vom 26. Januar 1990 ergab auf Oland sogar einen neuen Rekord-Höchststand. Die Gebäude blieben diesmal trocken.
Oland hatte im Laufe des 20. Jahrhunderts drei Warfterhöhungen. Diese erfolgten 1939, 1967 und 1985. Bei der letzteren wurde ein Ringdeich rund um die bestehende Warft gezogen.

## Verkehrsanbindung
Bis ins Jahr 2021 wurde Oland unregelmäßig von der Rungholt von Schlüttsiel aus angefahren. Geführte Wattwanderungen von Dagebüll aus, Ausflugsfahrten mit der MS Eilun ab Amrum sowie mit der MS Rungholt und den Schiffen der W.D.R. ab Föhr sind Möglichkeiten für Tagestouristen, die Hallig zu erkunden. Halligbewohnern ist für ihre Versorgungsfahrten die Nutzung des nicht öffentlichen Lorendamms gestattet.
Der Lorendamm Richtung Dagebüll wurde 2006 bis 2009 vom Amt für Ländliche Räume (LKN) saniert und stark verbreitert. Er ist mit einem Lorengleis versehen, das weiter zur Hallig Langeneß führt. Auf dem Weg befinden sich Ausweichstellen, um entgegenkommenden Loren das Rücksetzen zu ersparen.

## Kirche

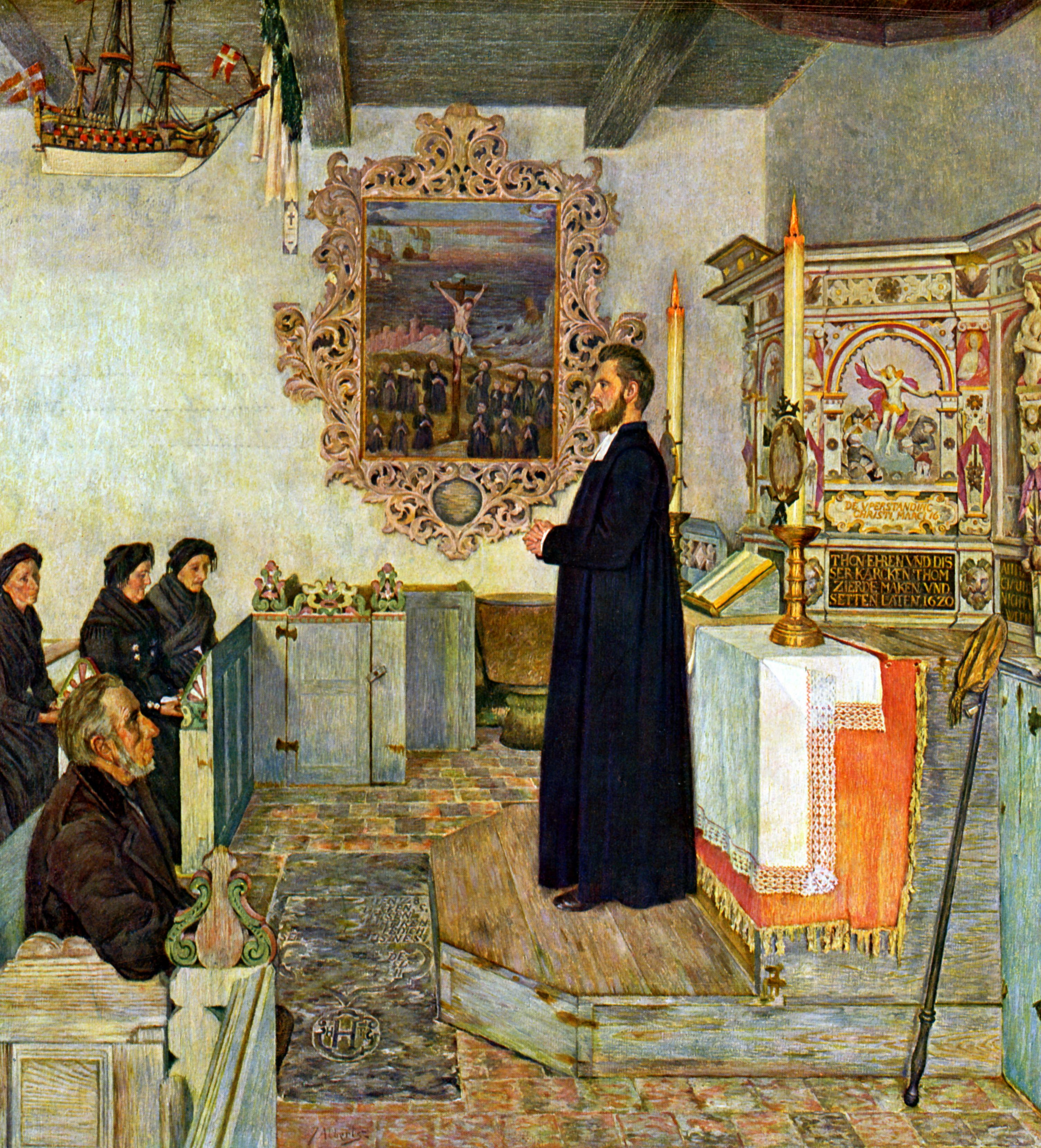
Lutherischer Beichtgottesdienst auf Oland, Gemälde von Jacob Alberts 1891

Ab wann es auf Oland, der ältesten der heute noch bestehenden zehn Halligen im nordfriesischen Wattenmeer eine Kirche gab, ist nicht klar bestimmbar; man nimmt aber an, dass es ein hölzernes Kirchenbauwerk gab, das die schweren Fluten von 1362 und 1634 überstand. Im Jahre 1709 wurde eine neue Kirche eingeweiht; diese lag auf der zur Pipe gehörenden damaligen Knudswarft. Dies ist einer Inschrift, die über dem Eingang der heutigen Kirche angebracht ist, zu entnehmen. Im Jahre 1802 waren Kirch- und Wohnwarft so nahe an die Halligkante gerückt, dass ihr Abbruch vorgenommen werden musste. Die heutige Halligkirche von Oland ist eine Saalkirche aus dem Jahre 1824, die unter anderem den schweren Sturmfluten 1825 und 1962 trotzte. Der Kirchenraum ist sehr klein. Allerhand Inventar stammt aus der Vorgängerkirche, so die Kanzel, der Beichtstuhl, der Apostelfries, mehrere Epitaphe sowie große Grabplatten. Auch das traditionelle Abendmahlsgerät fand hier seinen Platz. Bis heute wird es von der Gemeinde benutzt. Der Taufstein stammt aus romanischer Zeit. Die Figur, die das Kruzifix schmückt, hat ein ähnliches Alter. Das Kreuz selber wurde später erneuert. Der Altar ist klein und stammt aus neuerer Zeit. Über ihm ist die Kanzel angebracht.
Von 1911 bis 1928 war Robert Friedrich Karl Rotermund Pastor auf Oland und gleichzeitig zuständig für Gröde. Seine Ehefrau, die Schriftstellerin Elfriede Rotermund, arbeitete während der Zeit als Lehrerin an der Halligschule. Auf Oland entstanden ihre Werke Einsame Ufer, Die große Stille und Godber Godbersen.
Auf dem Halligfriedhof an der Kirche befindet sich unter anderem das Grab des Heimatdichters Wilhelm Lobsien, dessen bekanntestes Werk Der Halligpastor ist und der sich oft und gern auf Oland aufhielt.

## Natur
An der Küste Olands, vor allem im nördlichen und westlichen Teil, liegen große Salzwiesenflächen, die ein Brutgebiet für Möwen und Limikolen sind. Eine potenzielle Gefahr für diese Vögel stellen Füchse dar, die über den Damm nach Oland gelangen könnten. Ein ironisches Verbotsschild auf der Festlandseite des Damms weist darauf hin.

## Personen
- Paul Ipsen (geboren 1746 auf Oland, gestorben um 1810): dänischer Porträtmaler[13]

## Darstellung in Museen, Kunst und Literatur
Vorfahren des Philosophen und Pädagogen Friedrich Paulsen (1846–1908) stammten von Oland. In seinen Erinnerungen Aus meinem Leben beschreibt er eindrucksvoll die Sturmflut von 1825. Der 1928 erschienene Hallig-Roman Godber Godbersen von Elfriede Rotermund spielt teilweise auf Oland. Mehrere Gemälde der Hallig schuf Jacob Alberts (1860–1941), darunter eines seiner Hauptwerke, Beichte auf der Hallig Oland (1891), das sich im Bestand des Nordfriesischen Museums. Nissenhaus Husum in Husum befindet.

## Bildergalerie

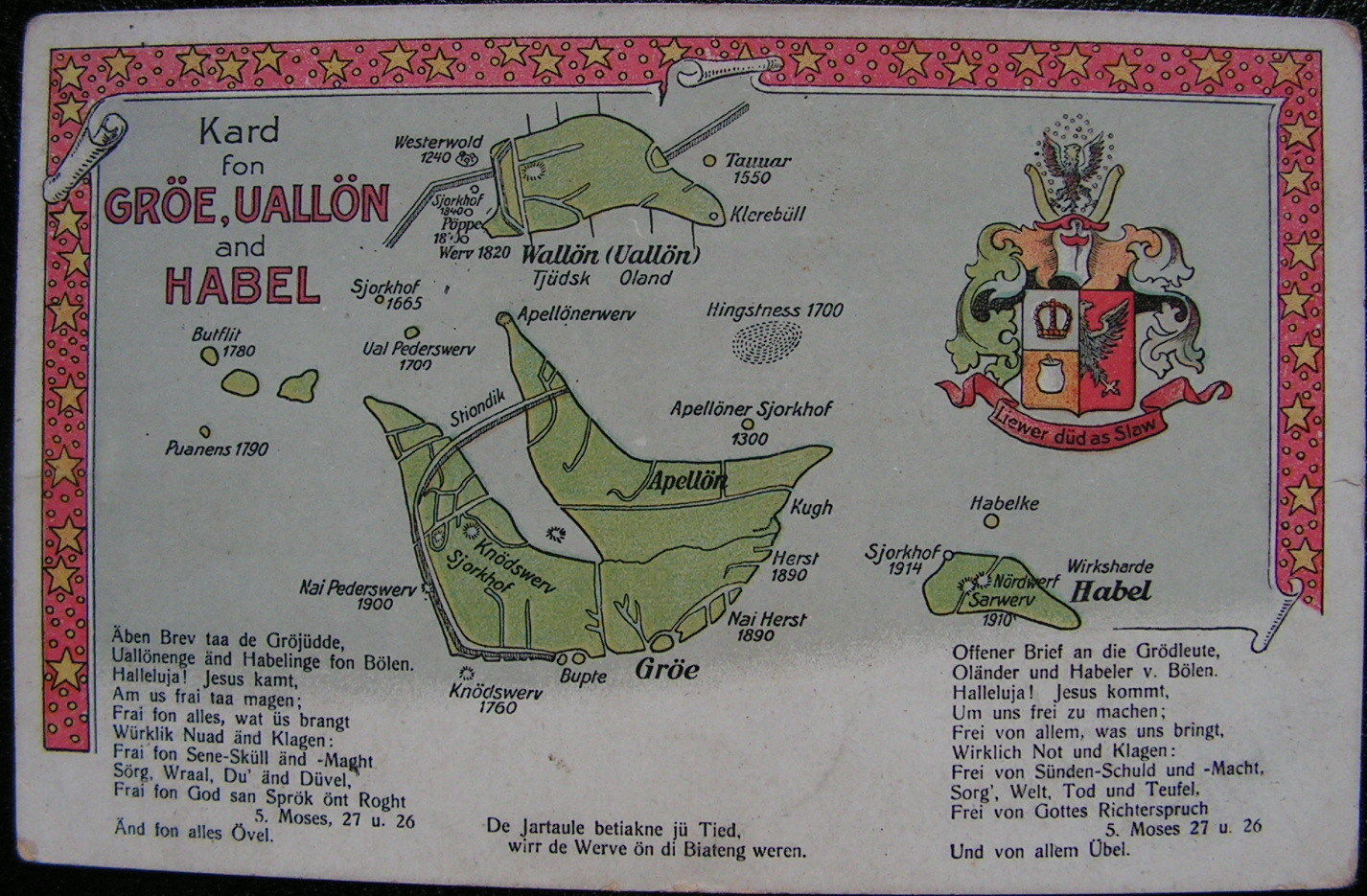
Alte Karte auf Postkarte, mit Wallön (Uallön)
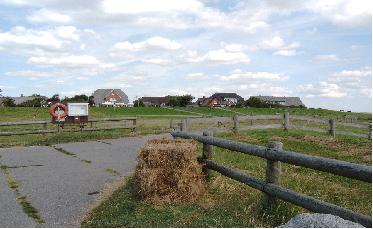
Oland vom Hafen aus
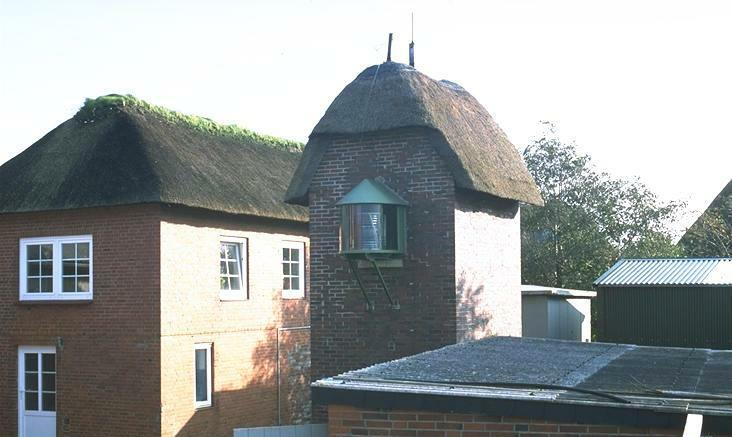
Leuchtturm Oland
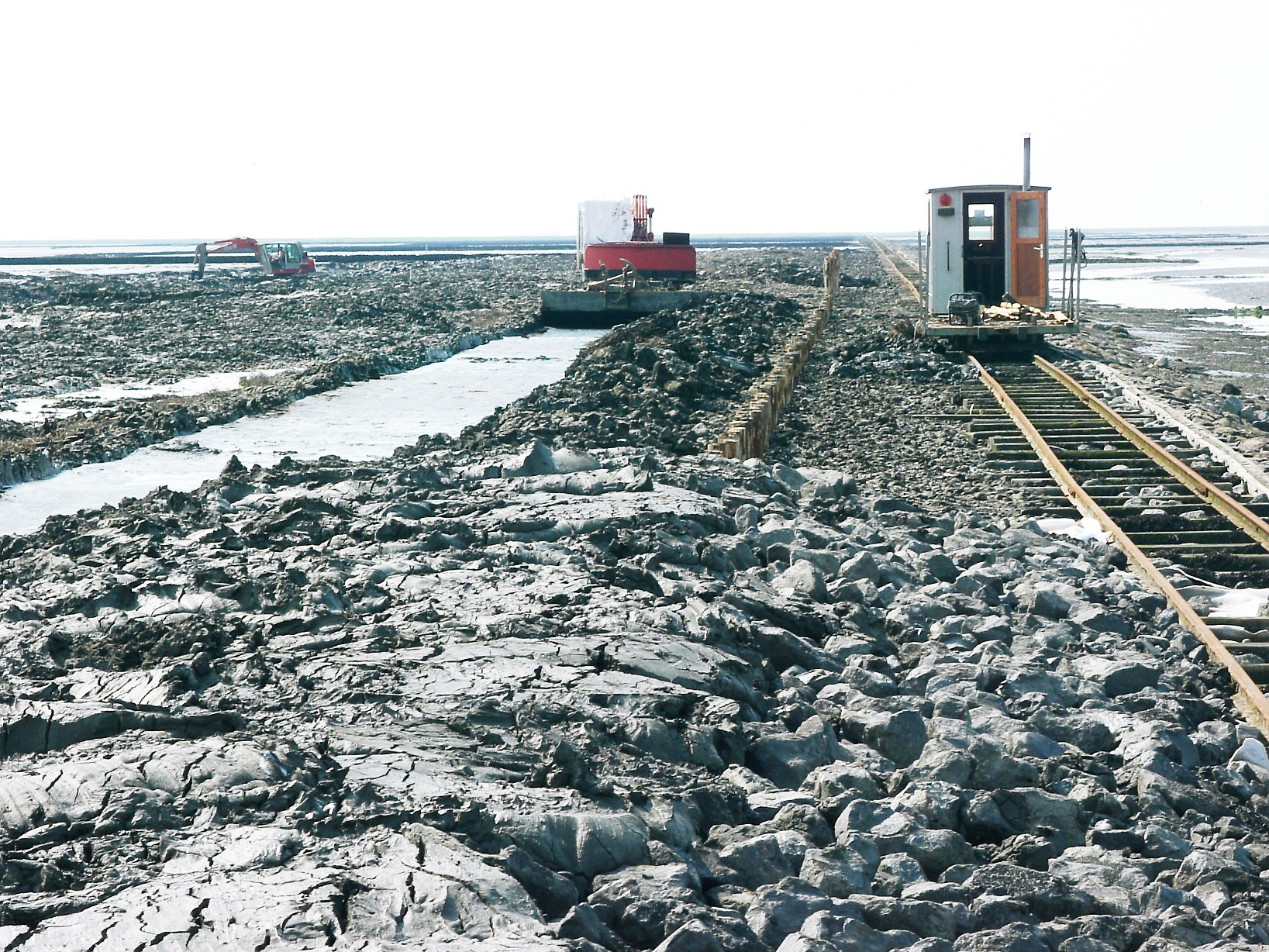
Baustelle des LKN zum Ausbau des Lorendammes
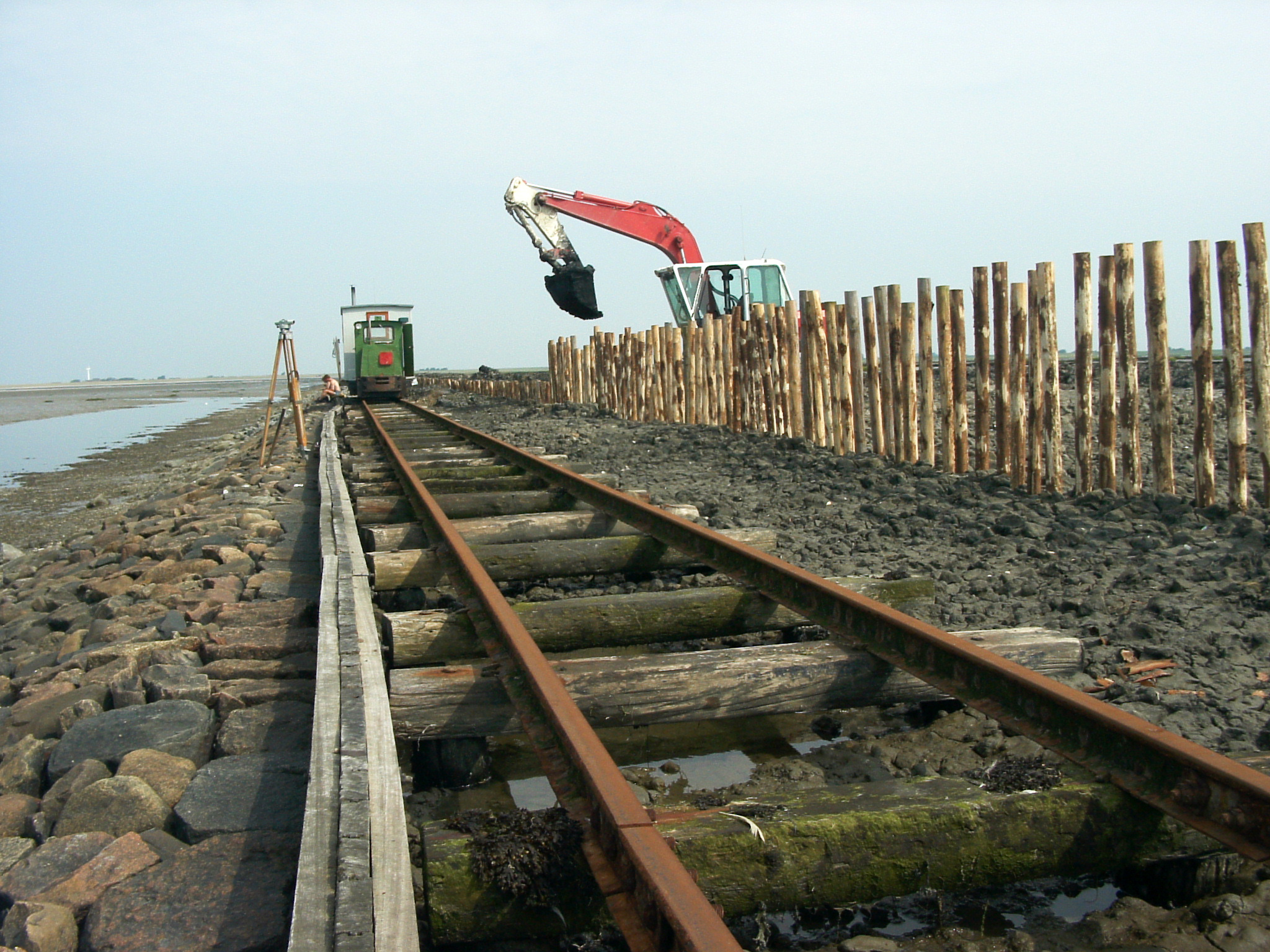
Halligbahn Dagebüll-Oland-Langeneß
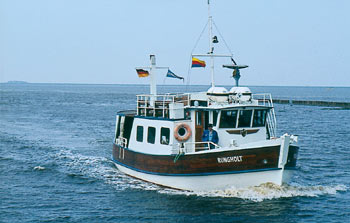
Rungholt
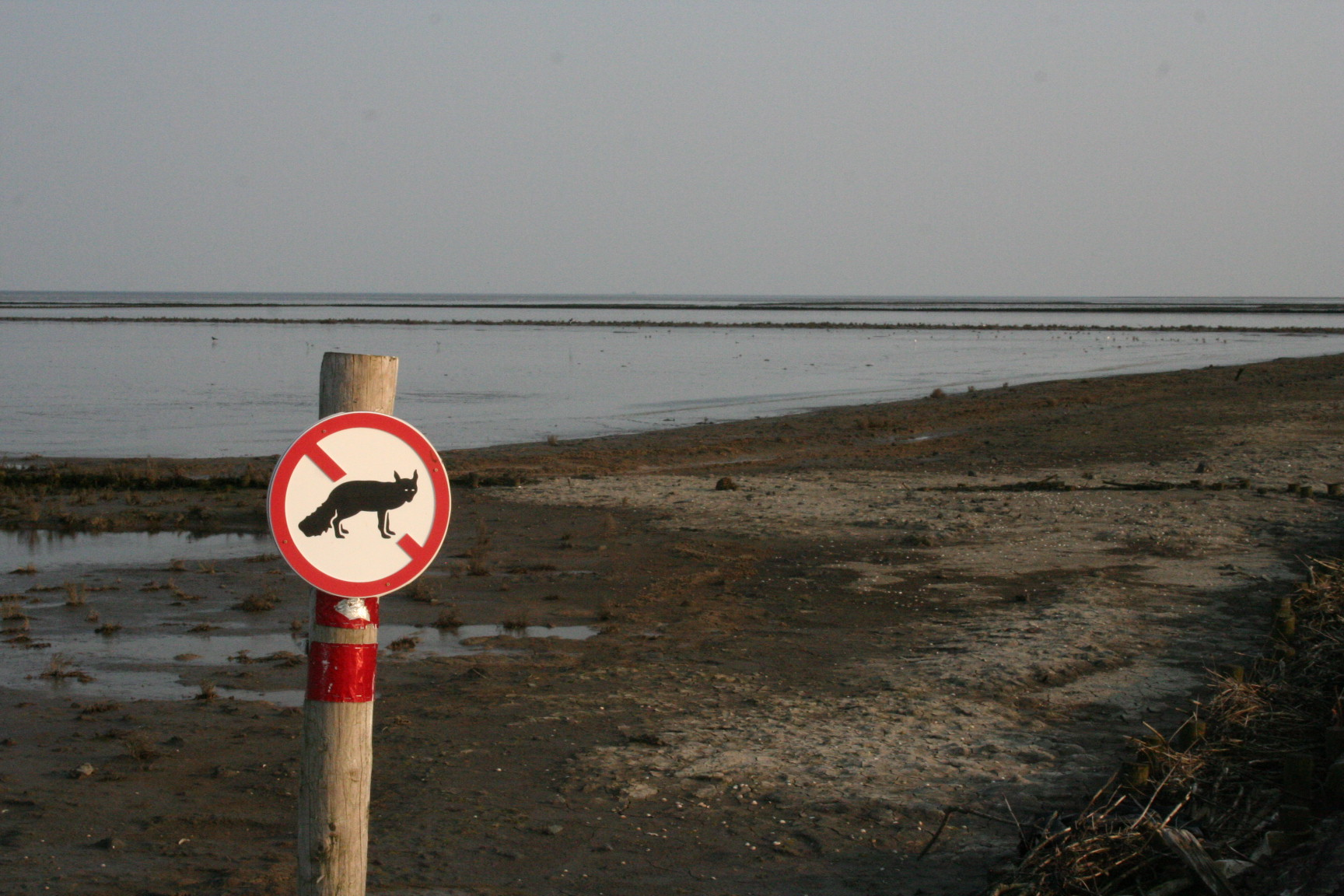
Verbotsschild für Füchse am Damm nach Oland